# Denton Corker Marshall
Denton Corker Marshall é uma prática de arquitetura internacional estabelecida em Melbourne , Victoria , Austrália em 1972.  Foi fundada pelos arquitetos John Denton, Bill Corker e Barrie Marshall.  Enquanto Melbourne continua a ser a base do design, a empresa tem práticas adicionais em Londres , Manchester e Jacarta, com mais de 510 projetos em 37 países diferentes.
Na Austrália, Denton Corker Marshall é mais conhecido por edifícios de referência, como o Museu de Melbourne , que apresenta uma secção 'lâmina' de telhado até 35 metros, abrangendo uma pequena floresta tropical, o Centro de Exposições de Melbourne , que tem um telhado assemelhando-se uma asa de aeronave gigante e o Melbourne Gateway e a Ponte Bolte , ambos parte do projeto CityLink .  O trabalho da firma na Austrália tem sido freqüentemente descrito como modernista, minimalista, escultural e heróico.  A prática tem sido constantemente divulgada em séries de premiações, notícias e revistas nas últimas décadas, além de ser coberta em várias publicações monográficas.
Outros projetos da prática incluem o multipremiado Centro de Justiça Civil de Manchester , um novo centro de visitantes em Stonehenge , o governador de Sydney Phillip Tower , o Museu de Sydney , extensões para o Australian War Memorial e embaixadas australianas em Tóquio Pequim .  A Embaixada da Austrália em Pequim foi o primeiro projeto da China na prática, estabelecendo a forte associação da prática com a China ao longo de três décadas.  Nos últimos anos, o trabalho de Denton Corker Marshall se estendeu a mais de 20 cidades da Ásia.  Em 2015, Denton Corker Marshall foi selecionado para construir o Pavilhão Australiano para a renomada Bienal de Arquitetura de Veneza,
Em 2005, John Denton foi apontado como o primeiro arquiteto de estado para Victoria.  O papel visa promover um bom design no ambiente construído em Victoria.  O mandato de 2 anos de John Denton como arquiteto governamental terminou em 2008.

## Projetos notáveis

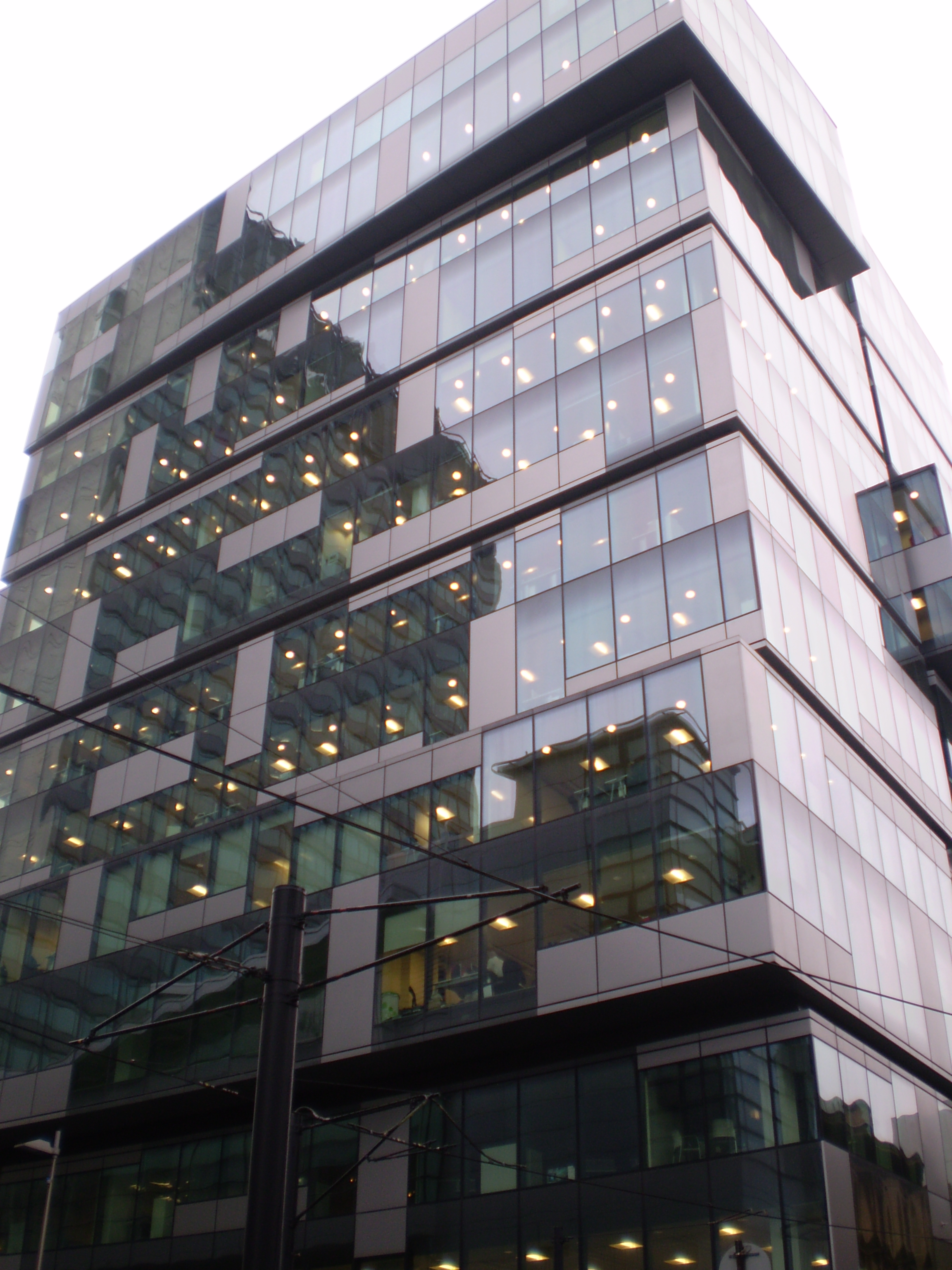
1 New York Street, Manchester (2009)

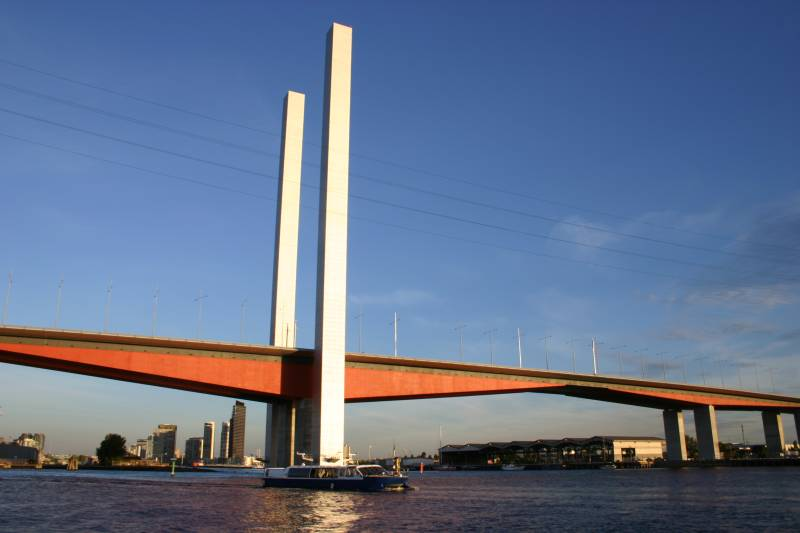
Ponte de Bolte, Melbourne.

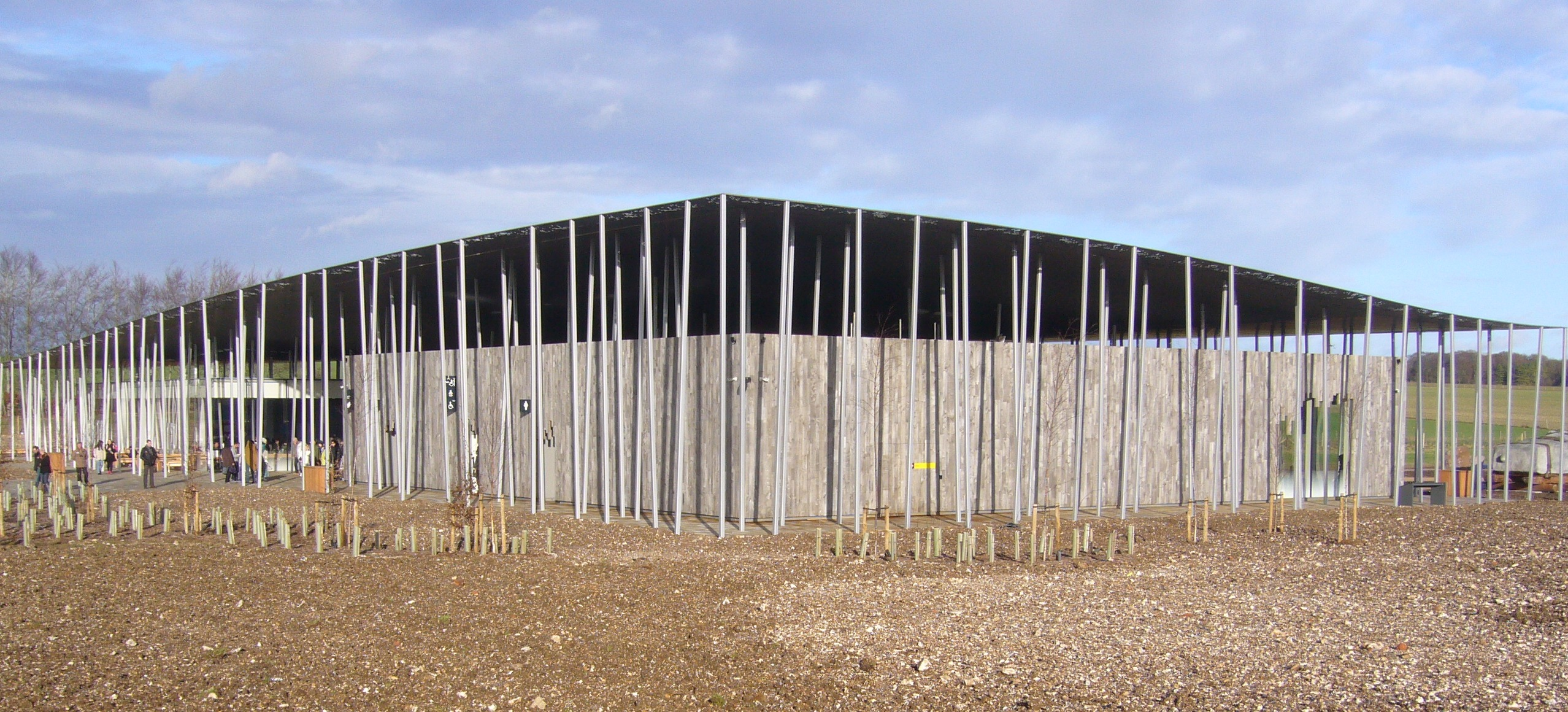
Centro de visitantes de Stonehenge, ao lado da rodovia A360, em Wiltshire.

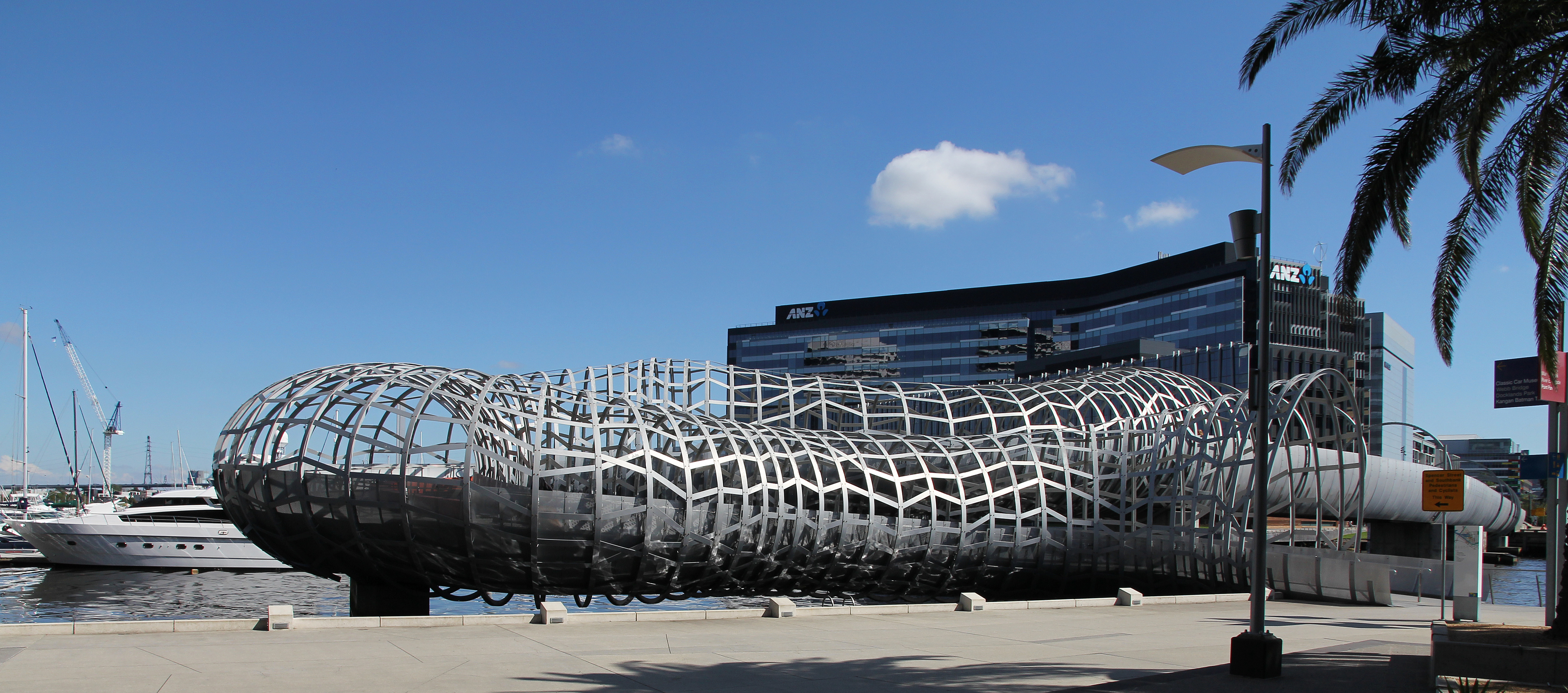
Ponte Webb, Melbourne Docklands

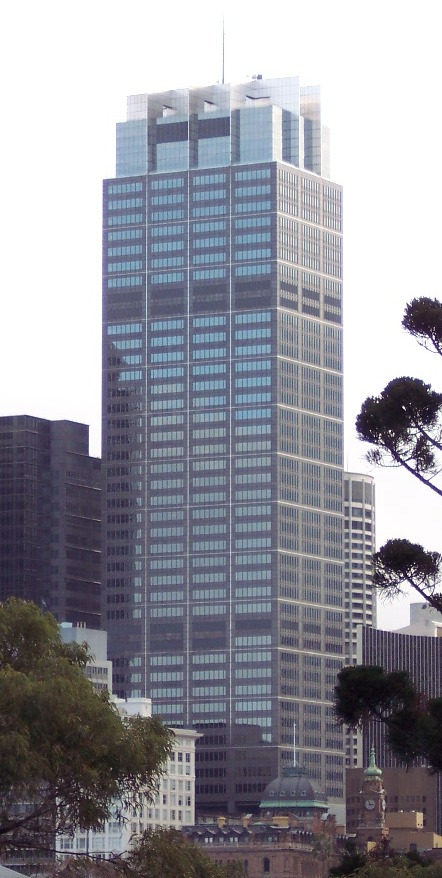
Governador Phillip Tower, em Sydney

Denton Corker Marshall projetou alguns dos principais edifícios da Australásia , incluindo os seguintes principais projetos arquitetônicos:
| Completed | Project name                                                                       | Location                          | Award | Notes                       |
| --------- | ---------------------------------------------------------------------------------- | --------------------------------- | --- | --------------------------- |
| 1984      | 1 Collins Street                                                                   | Melbourne, Victoria               | - RAIA Merit Award (1985) - RAIA William Wilkinson Wardell Medal (1986) | [ 11 ]                      |
| 1987      | Botanical Hotel                                                                    | Melbourne                         | | [ 12 ]                      |
| 1987      | Emery Vincent Office                                                               | Melbourne                         | | [ 13 ]                      |
| 1987      | 91-97 William Street                                                               | Melbourne                         | | [ 14 ] [ 15 ]               |
| 1989      | TAC House, Exhibition Street                                                       | Melbourne                         | | [ 16 ] [ 17 ]               |
| 1989      | Carpark, 114-128 Flinders Street                                                   | Melbourne                         | | [ 18 ] [ 19 ]               |
| 1991      | 101 Collins Street                                                                 | Melbourne                         | | [ 20 ]                      |
| 1993      | Governor Phillip Tower                                                             | Sydney                            | - RAIA National Commercial Architecture Award (1994) - RAIA NSW Chapter Sir John Sulman Medal (1994) | [ 21 ]                      |
| 1994      | Adelphi Hotel                                                                      | Flinders Lane, Melbourne          | - RAIA National President's Award (1993) | [ 22 ]                      |
| 1995      | Museum of Sydney                                                                   | Sydney                            | | [ 23 ]                      |
| 1996      | Melbourne Convention and Exhibition Centre                                         |                                   | | [ 24 ]                      |
| 1996      | Southbank Promenade                                                                | Melbourne                         | - AILA Project Award (Civic Design) (1990) | [ 25 ]                      |
| 1997      | Grand Arbour                                                                       | South Bank Parklands, Brisbane    | |                             |
| 1999      | CityLink (Western Link)                                                            | Kensington, Victoria              | |                             |
| 1999      | Bolte Bridge                                                                       | Melbourne Docklands               | |                             |
| 1999      | Melbourne Museum                                                                   | Carlton Gardens, Melbourne        | - RAIA National Sir Zelman Cowen Award for Most Outstanding Work of Public Architecture (2001) - RAIA Victorian Architecture Medal, Project of the Year (2001)                                                        | [ 26 ] [ 27 ]               |
| 1999      | Sheep Farm House                                                                   | Predefinição:VICcity, Victoria    | - RAIA Robin Boyd Award (joint winner) (1999) | [ 28 ]                      |
| 1999      | CommSec Tower                                                                      | George Street, Sydney             | | [ 29 ]                      |
| 2000      | Cape Schank Residence                                                              | Victoria                          | - RAIA Robin Boyd Award (2000) | [ 30 ]                      |
| 2005      | Herald and Weekly Times Tower                                                      | Flinders Street, Melbourne        | |                             |
| 2005      | Webb Bridge                                                                        | Melbourne Docklands               | - RAIA Joseph Reed Award for Urban Design (2005) | [ 31 ]                      |
| 2005      | Phillip Island (Marshall) House                                                    | Phillip Island, Victoria          | | [ 32 ]                      |
| 2005      | Ernst & Young Plaza                                                                | Flinders Street, Melbourne        | | [ 33 ]                      |
| 2005      | Sensis Headquarters                                                                | Queen Victoria Village, Melbourne | |                             |
| 2005      | ANZAC Hall, Australian War Memorial                                                | Canberra                          | - RAIA National Sir Zelman Cowen Award for Public Buildings (2005) | [ 34 ] [ 35 ]               |
| 2006      | Brisbane Square                                                                    | Brisbane, Queensland              | | [ 36 ]                      |
| 2007      | Manchester Civil Justice Centre                                                    | Manchester, England               | - Green Major Project of the Year in the UK Green Construction Awards for International Architecture (2007) - RAIA National Jørn Utzon Award for International Architecture (2007) - RIBA Sustainability Award (2008) | [ 37 ] [ 38 ] [ 39 ] [ 40 ] |
| 2009      | 1 New York Street                                                                  | Manchester, England               | |                             |
| 2013      | Stonehenge Visitor Centre                                                          | Wiltshire, England                | - RIBA South West Regional Award (2014) - Australian Institute of Architects Jorn Utzon award for International Architecture (2015) - Michael Middleton Civic Trust Special Award (UK) (2016)                         | [ 41 ] [ 42 ] [ 43 ]        |
| 2014      | Faculty of Engineering and Information Technology, University of Technology Sydney | Broadway, Sydney                  | |                             |
| 2015      | Australian Pavilion                                                                | Venice, Italy                     | | [ 44 ]                      |

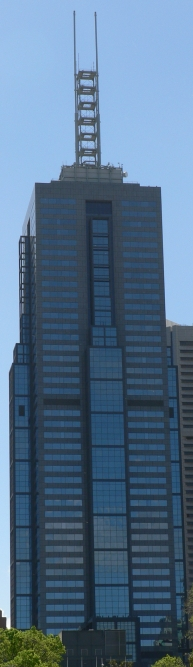
101 Collins Street, Melbourne
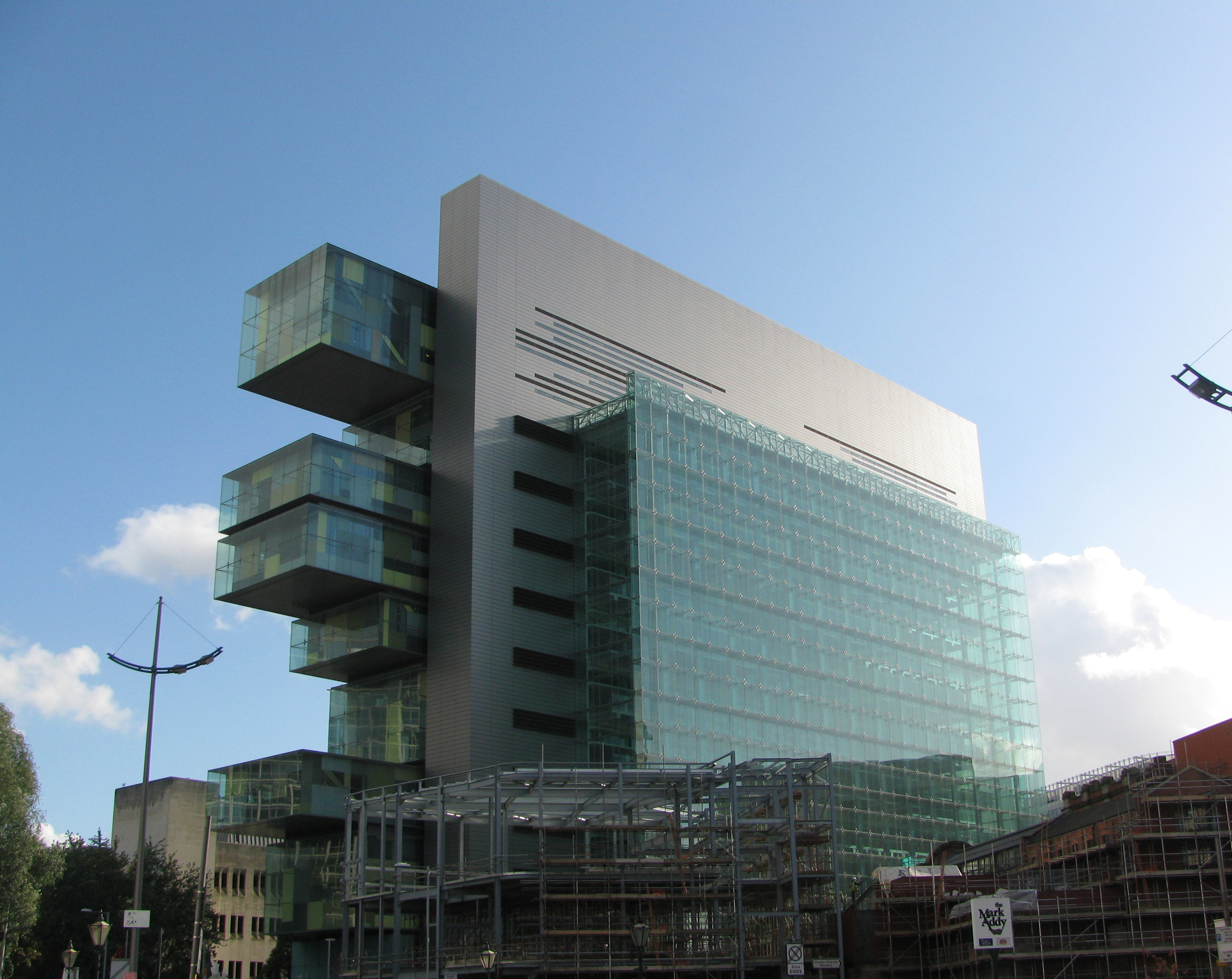
Centro de Justiça Civil de Manchester, Manchester
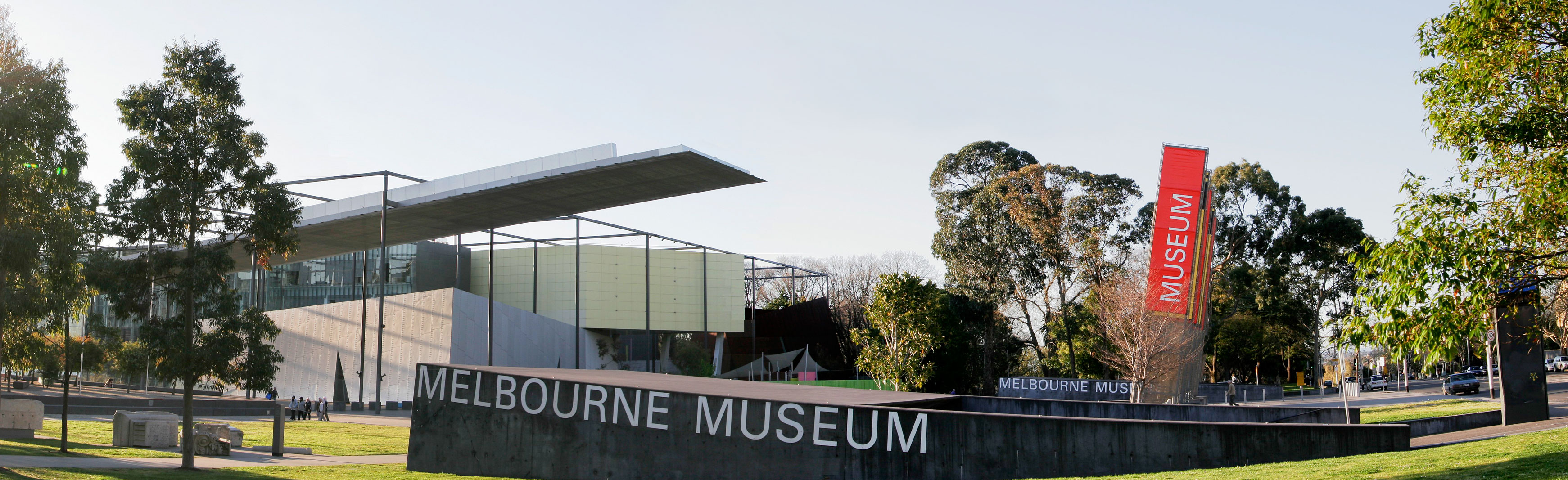
Museu de Melbourne
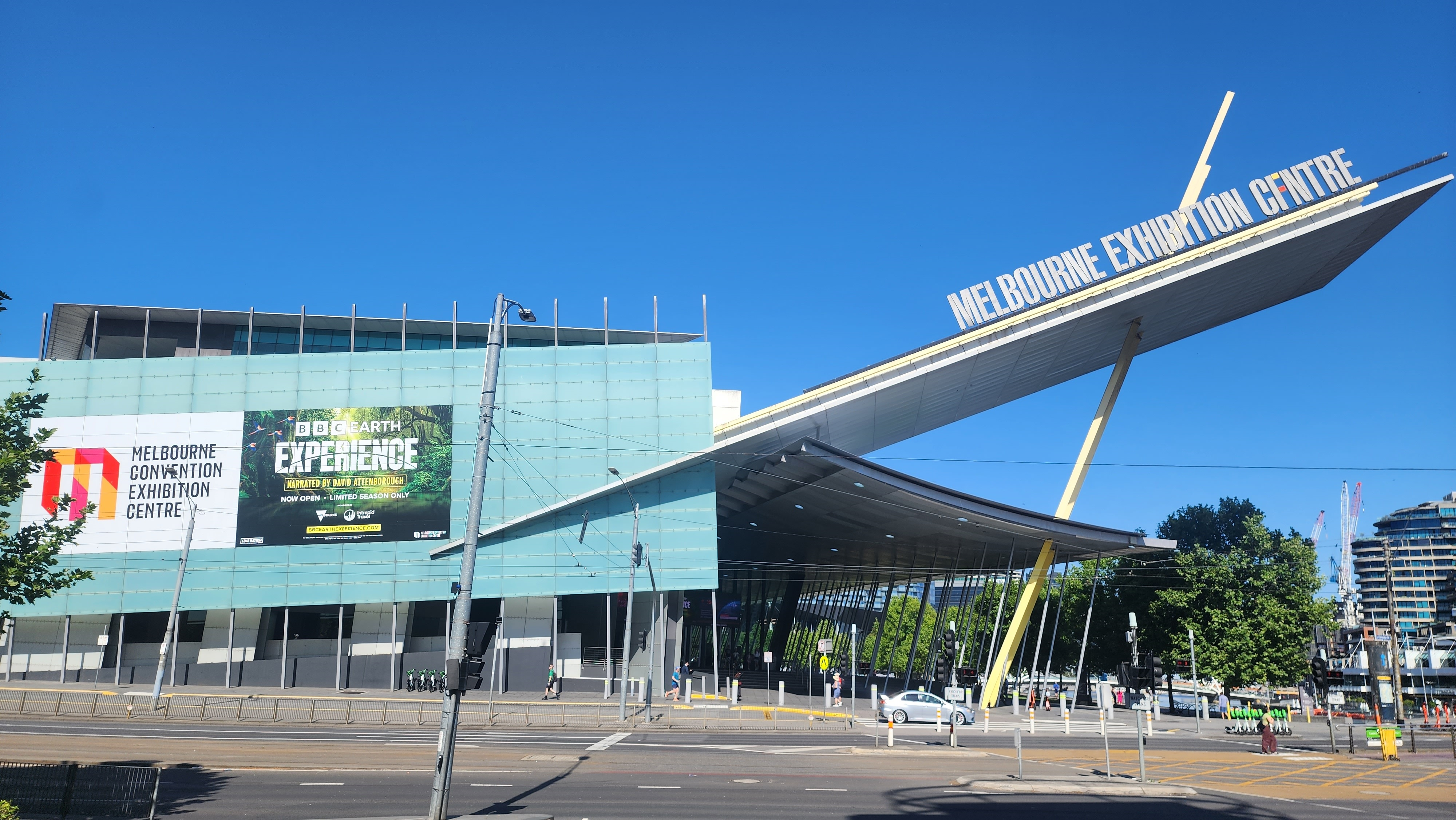
Centro de Exposições de Melbourne
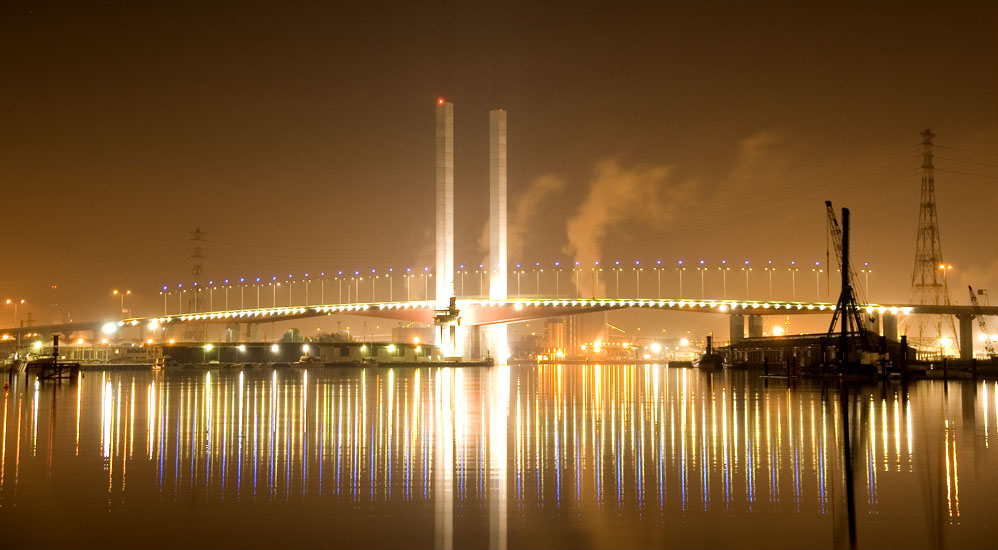
Ponte de Bolte à noite, Melbourne
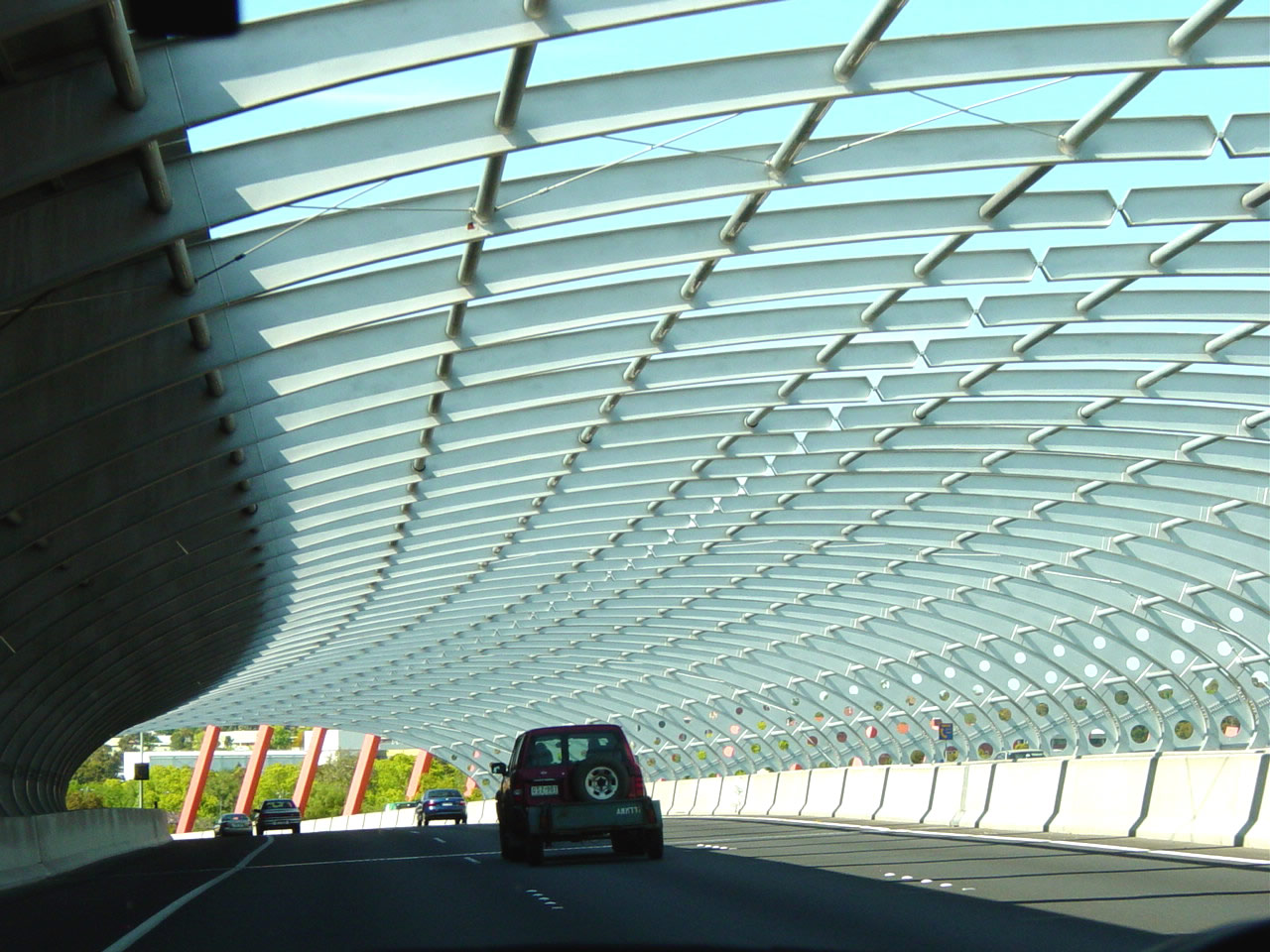
Tubo de som Citylink, Melbourne
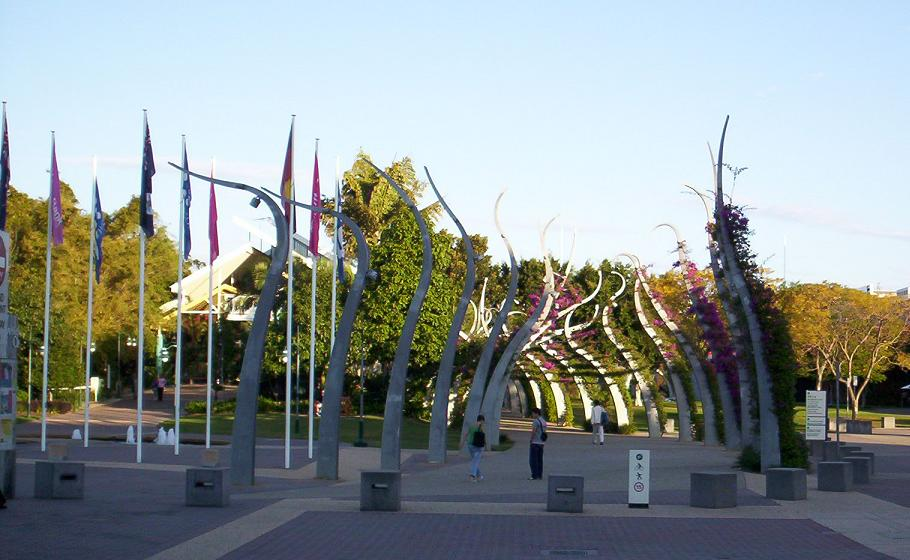
Grand Arbor, Southbank Parklands, Brisbane
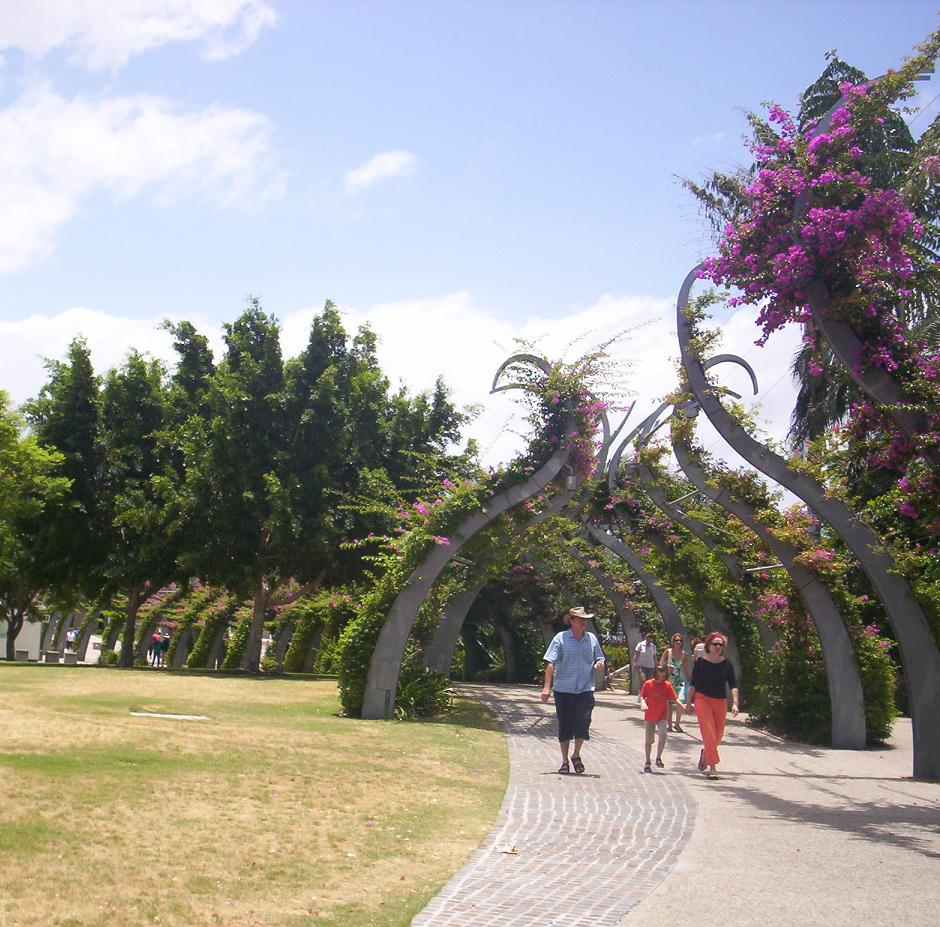
Grand Arbor, Southbank Parklands, Brisbane
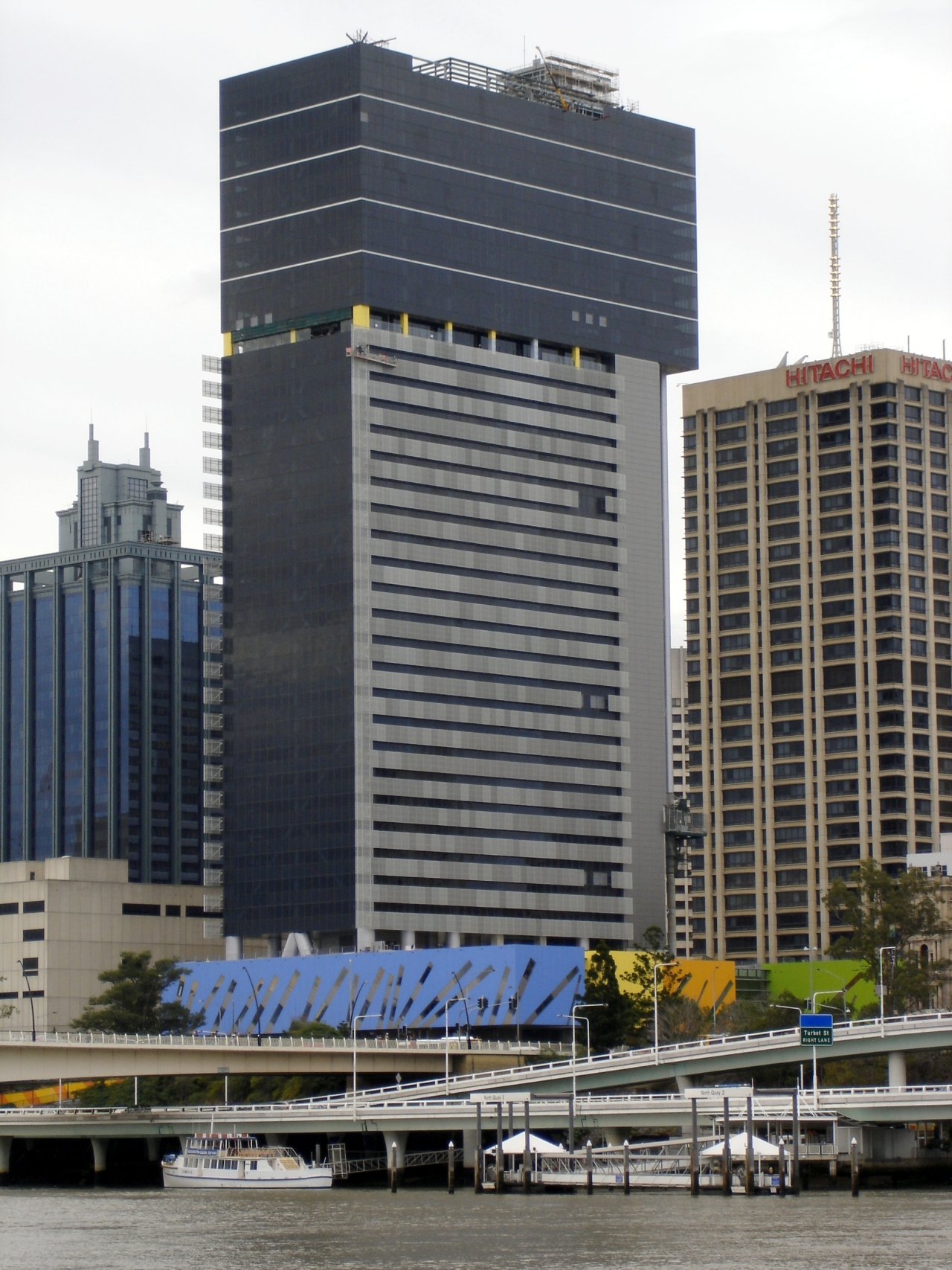
Praça de Brisbane, durante a construção
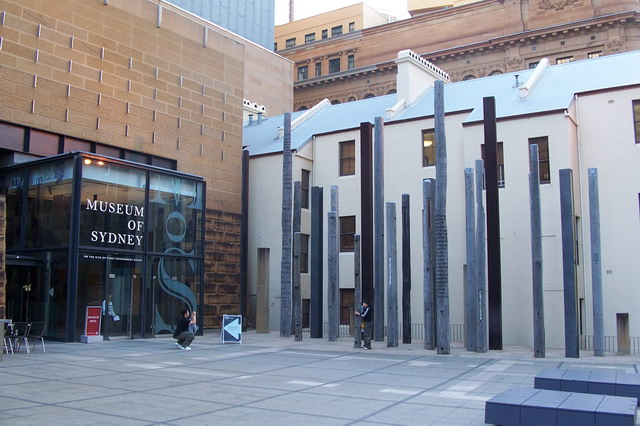
Museu de Sydney, Sydney